# Gatão de Meia Idade
Gatão de Meia Idade é um filme brasileiro, do gênero comédia, produzido por Carlos Moletta, dirigido por Antonio Carlos da Fontoura e lançado em 2006. O filme é baseado em personagem com o mesmo nome do cartunista Miguel Paiva.

## Sinopse
Cláudio é um designer quarentão, solteiro, charmoso e sedutor que atravessa a chamada "crise da meia-idade", que entre aventuras e desventuras amorosas, tem que administrar relação com a filha e com a ex-mulher. Tudo isso, sem qualquer tipo de envolvimento sentimental. Mas tudo pode ir por água abaixo quando suas aventuras amorosas se encontram no mesmo local que ele.

## Elenco
- Alexandre Borges.... Cláudio (o gatão)
- Julia Lemmertz.... Betty
- Ângela Vieira.... Marisa
- Alzira Andrade.... Mauricéia
- Ernesto Piccolo.... Joca
- Thaís Fersoza.... Patrícia
- Renata Nascimento.... Duda
- Cristiana Oliveira.... Sandrão
- Ilka Soares.... dona Alda
- Márcio Kieling.... Cláudio (jovem)
- Antônio Grassi.... Aurismar
- Rita Guedes.... ex-namorada de Cláudio
- Lavínia Vlasak.... ex-namorada de Cláudio
- Priscilla Campos....Babi
- Flávia Monteiro.... ex-namorada de Cláudio
- Bel Kutner.... ex-namorada de Cláudio
- Alexia Dechamps.... ex-namorada de Cláudio
- Paula Burlamaqui.... ex-namorada de Cláudio
- Paulo César Pereio.... amigo de bar
- André de Biase.... amigo de bar